# Christine Jackob-Marks

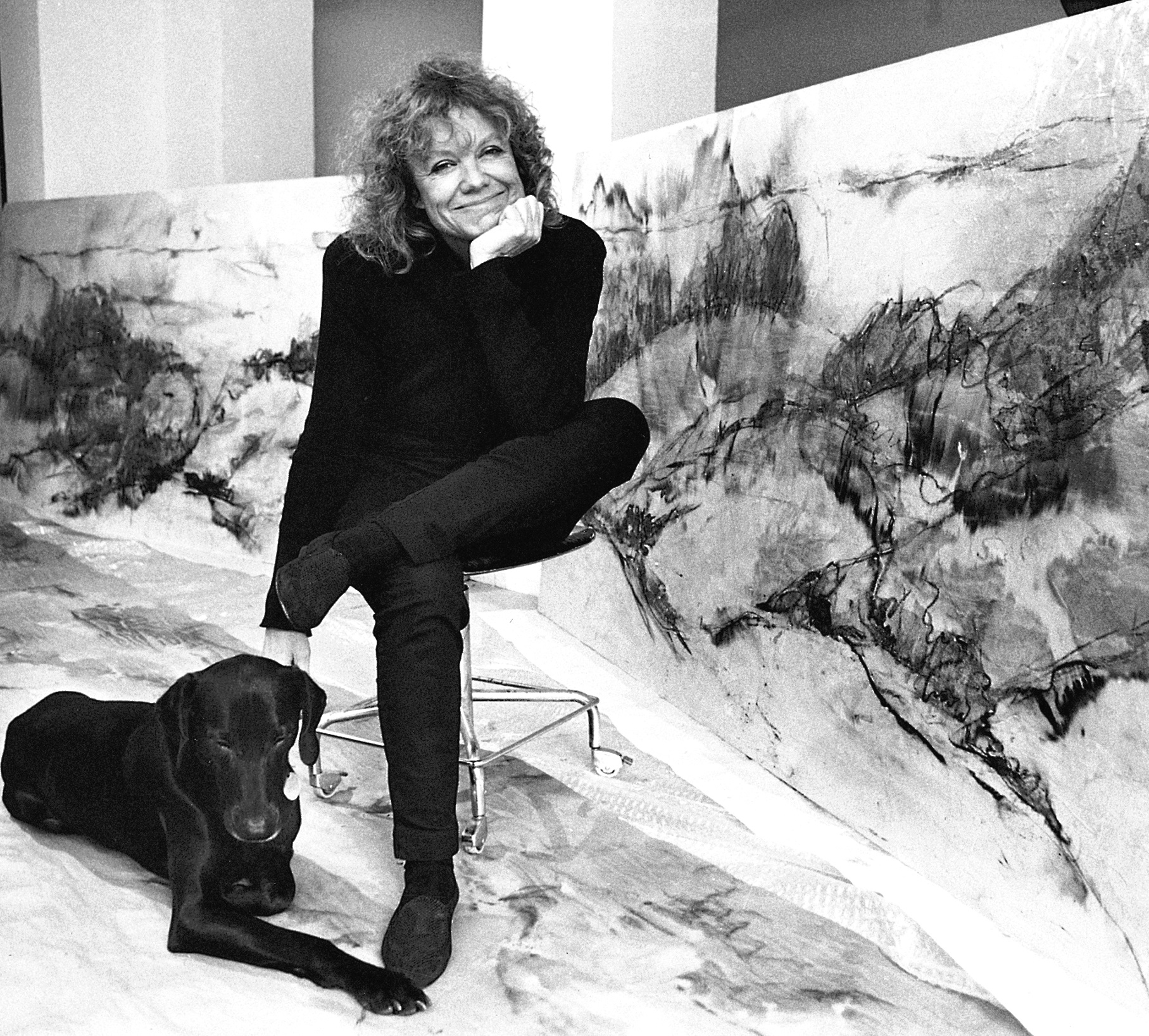
Christine Jackob-Marks

Christine Jackob-Marks (* 1943 in Mainz) ist eine zeitgenössische deutsche Malerin der feinsinnigen Abstraktion in nicht-geometrischen, zumeist seriellen Werken und der Informellen Malerei zugeordnet.
Einer breiten Öffentlichkeit wurde Christine Jackob-Marks bekannt, als Mitte der 1990er Jahre ihr preisgekrönter Entwurf zum Denkmal für die ermordeten Juden Europas aufgrund des Vetos von Bundeskanzler Helmut Kohl nicht umgesetzt wurde.

## Leben
Im Alter von 17 Jahren zog Christine Jackob nach London und bewarb sich an der Royal Academy of Dramatic Art. Nach dem Vorsprechen wurde sie knapp abgelehnt, mit dem freundlichen Hinweis auf ihr Alter, es im kommenden Jahr erneut zu versuchen. Doch da sich Jackob neben der Schauspielkunst auch für die Bildende Kunst interessierte, besichtigte sie die Londoner Museen. In der National Gallery, vor Renoirs Gemälde Les Parapluies (die Regenschirme), entschied sie sich, der Malerei nachzugehen und bewarb sich in Paris an der Académie de la Grande Chaumière. In der Klasse des französischen Malers Ives Breyer entstanden erste Bilder nach Modellen.
Im Anschluss wechselte Christine Jackob an die Hochschule der Künste Berlin, heute Universität der Künste Berlin, und studierte Bildende Kunst
in den Malerklassen der Professoren Hartmann, Jaenisch und Jansen.
In den frühen 1960er Jahren heiratete sie den Architekten Volker Theissen, und sie bekamen zwei Kinder: Jessica und Felix Theissen. Aus Berlin-Moabit zog die Familie in eine alte Villa nach Nikolassee. Das vormals auch von Claus Schenk Graf von Stauffenberg bewohnte Haus wurde des Öfteren als Originalmotiv für Filmsequenzen über die Vorbereitungen des Attentats vom 20. Juli 1944 genutzt, doch zunächst vermietete das Paar die obere Etage an das Förderprogramm des DAAD.
Damit trafen sie auf Künstler wie zum Beispiel Lawrence Weiner, Franz Gertsch und Roman Opalka. Gertschs Fotorealismus faszinierte Christine Jackob ebenso wie die Gemälde von Markus Lüpertz, von dem ihr Ehemann mehrere Arbeiten erwarb.
Gleichzeitig beschäftigten Jackob die gesellschaftlichen Herausforderungen im Nachkriegsdeutschland und „wie man die Gesellschaft verändern könne“. Auf derartige Fragenkomplexe schien ihr die Malerei keine befriedigende Antwort zu geben: Die Veränderung der Gesellschaft müsse „von unten her“ geschehen, insbesondere durch die engagierte Arbeit mit Kindern. Neben ihrer Arbeit im Berliner Design-Studio studierte Christine Jackob Erziehungswissenschaft und arbeitete als Therapeutin für verhaltensauffällige Kinder und deren Eltern. In dieser Zeit begegnete sie auch Marina, einem Kleinkind, das sie und ihr zweiter Ehemann Alan D. Marks adoptierten.

## Werk
Die Kunstszene, zu der Gerhard Richter, Otto Piene, Emil Schumacher und Anselm Kiefer gehörten, und auch die Inspirationen, die Christine Jackob-Marks beispielsweise aus dem Werk Paul Cézannes und Gustave Courbets, im Weiteren aus der umfänglichen Zeitgeist-Ausstellung, 1982 im Martin-Gropius-Bau erfuhr, motivierten Jackob-Marks, ihre persönliche Wahrnehmung der Gegenwart auch mittels eigener Werke auszudrücken.
Ab 1984 folgten erste Ausstellungen, hauptsächlich mit Stillleben, auch mit Tieren; doch auch Grabsteingemälde waren darunter mit hebräischen Inschriften: „Ihre Seelen bleiben unter uns“. Indem die Malerin inzwischen mit Alan D. Marks, einem US-amerikanischen Konzertpianisten mit jüdischen Wurzeln, verheiratet war, wurde die künstlerische Auseinandersetzung mit den Verbrechen des Nationalsozialismus für Jackob-Marks ein zunehmend wichtiges Thema. Im Rahmen der Diskussion um ein deutsches Mahnmal zur Shoah, spitzte Christine Jackob-Marks ihre Reflexionen künstlerisch zu und nahm an dem 1994 ausgelobten Wettbewerb teil. Die Jury um Walter Jens sprach ihr den ersten Preis des künstlerischen Wettbewerbs zum Denkmal für die ermordeten Juden Europas zusammen mit Hella Rolfes, Hans Scheib und Reinhard Stangl zu. Doch wurden Stimmen laut, die den Entscheid ablehnten, und aufgrund der Intervention seitens des amtierenden Bundeskanzlers Helmut Kohl wurde ihr Entwurf nicht realisiert; damit begann eine jahrelange Neuorientierung mit Diskussionen sowohl zum Standort des Denkmals in Berlin, zu den damit gewürdigten Opfergruppen der NS-Diktatur, bis hin zur Bedeutung von Mahnmalen im 20. und dem bevorstehenden 21. Jahrhundert. In seinem 2020 beim Herder Verlag erschienenen Buch Tacheles – Im Kampf um die Fakten in Geschichte und Politik beschreibt Michael Wolffsohn die zentralen Hintergründe in dem Kapitel Kunst als Politik: Das Berliner Holocaust-Mahnmal; und Michael S. Cullen formulierte: „Einen Wettbewerb mit fairen Mitteln zu gewinnen, ist ideal. Einen Wettbewerb mit fairen Mitteln zu verlieren, ist vielleicht nicht ideal, aber nicht weniger ehrenhaft.“
So wandte sich Christine Jackob-Marks wieder der Malerei zu und arbeitete an neuen Bildern; oft zu Musiken und häufig zu den Schubert-Interpretationen ihres verstorbenen Mannes: Tuschen und Zeichnungen mit Kohle, hinzu kamen farblich starke Aufbrüche in Mischtechnik von Landschaften, von Erdschichten: Kanten des Lausitzer Tagebaus, die wilde See, bis hin zu den kosmischen Schwarzen Löchern, zu Spiralnebeln aus fernen Sonnen und wieder zurück zur irdischen Natur mit ihren Geschöpfen. Manfred Eichel beschreibt ihre Werke als ein Gleiten in Abstraktionen, als Seelenlandschaften: als „Bilder, in denen tatsächlich etwas passiert, die sich nicht damit begnügen, Vorhandenes mehr oder minder exakt darzustellen. Ihre [Christine Jackob-Marks] Interpretationen von Natur haben etwas zutiefst Theatralisches. Ihre Wälder lodern lichtdurchflutet, als wenn sie in Brand stünden…“; der ehemalige Chef der ZDF Feature-Redaktion Literatur und Kunst fügt hinzu: „Was ihre Pferde mit ihren Hunden und Elefanten vergleichbar macht ist auch hier die Behandlung der Augen. Die saugen die Blicke förmlich an. Merkwürdig ist das, wenn einen ihre Affen anschauen.“

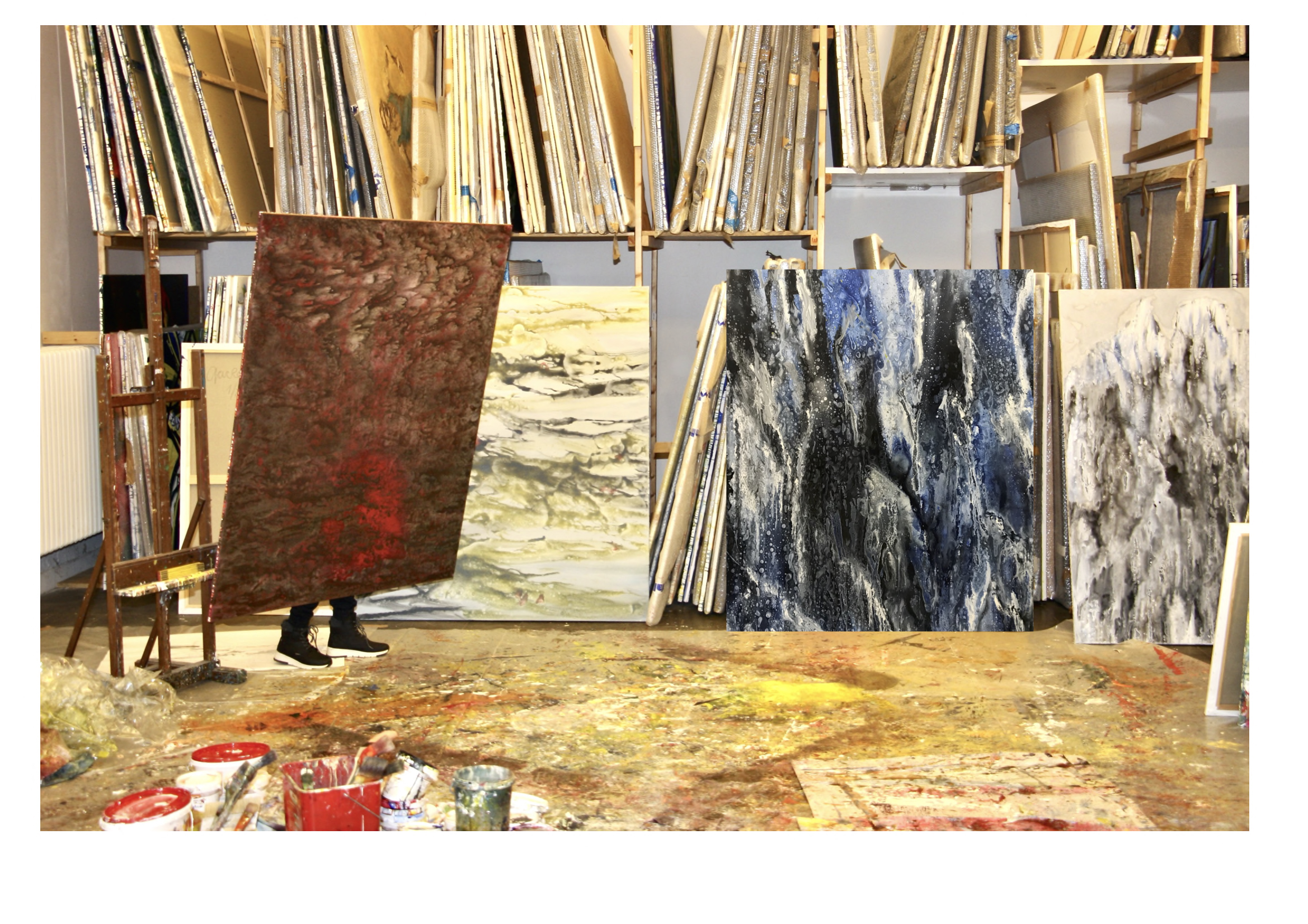
Christine Jackob-Marks im Atelier (2023)

Ab Mitte der 2000er Jahre wandte sich Jackob-Marks von figurativen Motiven ab und entwickelte ihre Kernthemen: Landschaft, Tier und Natur zu nonfigurativen Bildwelten. Im Vortrag Atmen und Malen, anlässlich der Ausstellung „SOIL“ in Berlin 2023, beschrieb der Kunsthistoriker Mark Gisbourne ihre Gemälde als signifikantes Werk der Informellen Malerei deutscher Provenienz, in dem „der eigentliche Malprozess der sinnvollen Festlegung eines Themas in ihrem Werk vorausgeht. Es wäre daher falsch, Christine Jackob-Marks als kompositorische Malerin zu sehen, so als gäbe es einen vorgegebenen Entwurf, der anschließend ausgeführt oder ausgemalt wird. Sie ist eine Malprozess orientierte Malerin, und ihre Bilder entstehen in erster Linie im Akt des Malens selbst.“
Christine Jackob-Marks war Dozentin an der HdK und an der Thüringischen Sommerakademie. Seit 1988 werden ihre Arbeiten national wie international ausgestellt: in Deutschland in der Galerie am Savignyplatz, ab 1995 in der Galerie Poll, 1996 im ZDF in Mainz, mehrfach in der Hamburger Galerie Rose, in Bielefeld in Samuelis Baumgarte Galerie, in der Galerie im Körnerpark, Berlin und bis 2018 in der DNA Galerie; 2020 zudem von der Berliner Gallery Kewenig am Standort Palma de Mallorca.
Christine Jackob-Marks lebt und arbeitet in Berlin und auf Ibiza.

## Ausstellungen (Auswahl)

### Einzelausstellungen
- 2025 Kunsthaus sans titre, Potsdam Kosmos
- 2024 Galerie Hilde Leiss, Hamburg Temporäre Landschaftseindrücke
- 2023 Galerie feinart, Berlin Soil
- 2021 Galerie Mutare, Berlin Christine Jackob-Marks
- 2021 Werkbund, Berlin Alles ist im Fluss
- 2020 Gallery Kewenig, Palma de Mallorca (Spanien) In der Schwere leicht
- 2018 DNA Galerie, Berlin Happy Birthday
- 2016 DNA Galerie Werkschau
- 2014 Galerie im Körnerpark Es werde Licht!
- 2012 Galerie im Körnerpark Landschaftsansichten
- 2012 Galerie Cornelissen, Wiesbaden Augenblicke
- 2010 Galerie im Körnerpark Tiere
- 2009 Galerie Eva Poll, Berlin Tiere
- 2008 Galerie Bauscher, Potsdam Malerei - Zeichnungen
- 2008 First Sound Galery (798 district) (mit Dieter Finke), Peking (China)
- 2006 Arte plus Arte, Casa Colonial, Ibiza (Spanien)
- 2005 Art Academy Galerie Döbele, Dresden Strukturen, Zerwürfnisse und Muster
- 2004 Unternehmenszentrale der Wall AG, Berlin Alles im Fluss
- 2004 Galerie im Medienhaus GIMM, Mainz
- 2002 Galerie Rose, Hamburg Sommer 2002
- 2001 Samuelis Baumgarte Galerie, Bielefeld
- 2000 Galerie Poll Galerie, Berlin Erdwandlungen
- 1999 SESA AG in Zusammenarbeit mit Galerie Eva Poll, Berlin
- 1999 Galerie Bauscher, Potsdam Zwischen Himmel und Erde
- 1998 Galerie Libro Azul, Art Ibiza Messe, Ibiza (Spanien)
- 1996 Samuelis Baumgarte Galerie, Bielefeld: Bilder und Zeichnungen
- 1996 ZDF Mainz
- 1996 Galerie Bauscher, Potsdam Landschaft und Visionen
- 1995 Garten-Park-Landschaft, Berlin
- 1995 Galerie Mutter Fourage
- 1995 Galerie Rose, Hamburg
- 1995 Galerie Poll, Berlin
- 1994 Galerie Art & Concept, München
- 1993 Galerie Rose, Hamburg
- 1991 Galerie Rose, Hamburg (mit Reinhard Stangl)
- 1991 Kunstverein Schering, Berlin
- 1988 Centre Artistique International, St. Etienne (Frankreich)
- 1988 Galerie am Savignyplatz, Berlin

### Gruppenausstellungen
- 2024 Der Schöne 27. April, Galerie Stangl und Freunde, Berlin
- 2024 Undercover Showroom, Galerie Mutare, Berlin
- 2021 Klassisch Modern. Historische und zeitgenössische Werke von Künstlerinnen, Salongalerie Die Möwe, Berlin
- 2015–2018 DNA Galerie, Berlin
- 2015 Galerie Cornelissen, Wiesbaden
- 2012 Art Academy, Zürich Erlenbach
- 2009 Hoher Dom zu Mainz, Kunstverein Eisenturm, Mainz
- 2005 Bilderleben Katholisches Stadthaus, Wuppertal
- 2003 15 Jahre Galerie Bauscher, Potsdam
- 2001 Erde Feuer Wasser Luft Galerie Bauscher, Potsdam
- 1995–1997 Art Cologne Galerie Eva Poll, Berlin
- 1995 Denkmal für die ermordeten Juden Europa, Wettbewerbsbeitrag zusammen mit Hella Rolfes, Hans Scheib und Reinhard Stangl (gewonnen)
- 1995 Kunstauktion für Otto Dix, Neue Nationalgalerie, Berlin
- 1989 Galerie Rose, Hamburg
- 1987–1991 Freie Berliner Kunstausstellung

## Auszeichnungen (Auswahl)
- 1995 Erster Preis des künstlerischen Wettbewerbs Denkmal für die ermordeten Juden Europas zusammen mit Hella Rolfes, Hans Scheib und Reinhard Stangl